# Bársony György (püspök)
Lovasberényi Bársony György (Péterfalva, Nyitra vármegye, 1626. március 3. – Szepes, 1678. január 11.) nagyváradi, később egri püspök

## Élete
Szülei előkelő nemesek voltak, atyja Bársony János, anyja Csorba Anna evangélikus hitű nő. Tanult Nyitrán és Nagyszombatban, az iskolai tanfolyam végeztével fölvétetett az Esztergom megyei papok közé; a theologiát Rómában kezdte hallgatni, de betegsége miatt Bécsben a Pázmány intézetében végezte; pappá fölszenteltetvén, Dunaszerdahelyen plébános lett; 1653-ban esztergomi kanonoknak neveztetett ki; azután barsi, majd tornai s gömöri főesperes, 1663-ban szentgyörgymezői prépost, 1665. április 2-án nagyváradi püspök és szepesi prépost, majd királyi tanácsos lett. 1675. december 13-án az egri püspöki székbe helyeztetett.

## Munkái
- Magyarország tüköre. Kass, 1671 (névtelenül)
- Veritas toti mundo declarata. Uo. 1671 (G. B. E. V. P. S. S. C. R. M. C. C jegyek alatt, azaz Georgius Bársony, Episcopus Varadiensis, Praepositus Scepusiensis, Sacrae Caesareae Regiaeque Majestatis Consiliarius Cameralis. 2. kiadása Bécs, 1672. 3. kiadása Nagy-Szombat, 1706. neve alatt

Ezen munkát németre lefordította 1683-ban az álnevű Krestianski Jób, Freibergből, azon czélból, hogy mindjárt a másik hasábon czáfolhassa is ugyanazt. E mű ellen még egy névtelen valószínűleg Bethlen Miklós irt czáfolatot: Falsitas toti mundo detecta czímmel, mely 1672-ben jelent meg; ennek cáfolatára irta egy névtelen katholikus 1681-ben a soproni országgyűlés alatt az ott megjelent katholikusok megbizásából a Veritas toti mundo declarata cz. vitairatot). Lubomirszky Szaniszlóval váltott levelezése a válaszokkal együtt megvan a vittenbergai magyar könyvtárban.